# Taxeotis blechra
Taxeotis blechra är en fjärilsart som beskrevs av Turner 1929. Taxeotis blechra ingår i släktet Taxeotis och familjen mätare. Inga underarter finns listade i Catalogue of Life.